# Gubernative
Gubernative (von lateinisch gubernare „steuern, das Steuerruder führen“) bzw. Gouvernative (von französisch gouvernance, „Führungssystem“) steht als Fachterminus für die Regierung eines Staates, wenn deren Handlungsspielraum als Teil der Exekutive im Rahmen der Gewaltenteilung angesprochen wird.
Mit der Gewaltenteilung soll der Einfluss einer Staatsgewalt auf die anderen begrenzt werden. In modernen Demokratien existieren dabei die drei Gewalten Legislative (Parlament), Exekutive (ausführende oder vollziehende Gewalt, gemeint ist die Verwaltung einschließlich Regierung) und Judikative (Gerichte). Der Begriff Gubernative kommt zur Anwendung, wenn es darum geht, die Verantwortlichkeiten innerhalb der organisatorischen Einheit Exekutive genauer zu untersuchen und voneinander abzugrenzen. Er kann beispielsweise im Staatsrecht und im Verwaltungsrecht eine Rolle spielen.
Regierungsgewalt umschreibt die Machtbefugnisse einer Regierung. Diese können die Ausübung von militärischen, polizeilichen oder gesetzgeberischen Maßnahmen umfassen.
Die Exekutive, als die Regierung und die Verwaltung im weitesten Sinne, kann einerseits in die Gubernative, die Regierung, und andererseits in die Verwaltung im engeren Sinne aufgeteilt werden. Der Begriff der Gubernative steht insofern im Gegensatz zum Begriff der Administrative. Der Regierung werden in diesem Zusammenhang gubernative Entscheidungen, also politisches Handeln zugesprochen, während die nachgeordnete öffentliche Verwaltung idealtypisch lediglich für die administrative Ausführung zuständig ist. Insbesondere erlässt die Regierung regelmäßig Rechtsverordnungen, also Gesetze im materiellen Sinn, und steht so der Legislative näher als die Administrative. Dass die Regierung – zumindest in parlamentarischen Systemen – durch das volksgewählte Parlament direkt gewählt wird, dass sie von ihm fortwährend abhängig bleibt und dass sie der Verwaltung für den Gesetzesvollzug in Grenzen politische Vorgaben machen kann, rechtfertigt es, sie als Gubernative von der Administrative zu unterscheiden. Statt von gubernativer ist auch von gouvernementaler Gewalt die Rede.

## Verbreitung des Begriffs
In der Politikwissenschaft, aus der der Begriff stammt, gebraucht ihn nur eine Minderheit. Neben Gubernative im engeren Sinn, verstanden als Regierung, findet Gubernative dort auch im weiteren Sinn Verwendung, d. h. unter Einschluss der obersten Ebene der Ministerialbürokratie.
In Rechtswissenschaft und Rechtsprechung (etwa in einem Beschluss des Bundesverfassungsgerichts) findet der Begriff ebenfalls Verwendung, jedoch überwiegt der Gebrauch des Begriffs der Regierungsgewalt. Auch in der amerikanischen Literatur ist die Unterscheidung im hier beschriebenen Sinn geläufig, wenn auch weniger gebräuchlich als in Deutschland.